# Valfrid Södergren
Axel Valfrid Södergren, född 22 augusti 1848 i By socken, Kopparbergs län, död 21 januari 1926 i Lerums församling, Älvsborgs län, var en svensk tidningsman.
Valfrid Södergren var son till köpmannen Per Erik Södergren och Sofia Wilhelmina Sörman. Efter mogenhetsexamen i Västerås 1867 studerade han vid Uppsala universitet 1868–1875 men utan examen. Han ägnade sig därefter åt lärarverksamhet, grundade 1876 samskolan i Lysekil och undervisade 1877–1879 vid Göteborgs realgymnasium. 1878–1883 var han chef för utrikesavdelningen vid Göteborgs Handels- och Sjöfartstidning. 1884 grundade han en egen tidning, Göteborgs Nyheter, som dock lades ned redan följande år. Efter att 1885–1890 ha tillhört Stockholms Dagblads redaktion kallades Södergren 1890 av brukspatron Carl Ekman och fabrikör Carl Swartz att sätta upp och leda den nya tidningen Östergötlands Dagblad, 1890–1895 utgiven i Linköping och därefter i Norrköping. Tanken var att tidningen skulle bli ett organ för upphovsmännens center- och frihandelsvänliga åsikter. Med tiden blev dock den moderata, efter tiden högerorienterade kurs, som tidningen styrde in på för mycket för den liberale Södergren. Han accepterade i stället ett erbjudande att bli chefredaktör för Göteborgs-Posten, som under hans ledning 1896–1904 inledde sin liberala period. Från 1905 ägnade sig Södergren åt affärsverksamhet och en omfattande publicistik i ekonomiska frågor. Han var 1905–1918 ägare och utgivare av veckotidskriften Affärsvärlden samt skrev till sin bortgång ekonomiska veckoöversikter till i genomsnitt 35 landsortstidningar.